# Église Saint-Christophe de Bray-Saint-Christophe
L'église Saint-Christophe de Bray-Saint-Christophe est une église située à Bray-Saint-Christophe, en France.

## Localisation
L'église est située sur la commune de Bray-Saint-Christophe, dans le département de l'Aisne.

## Historique
Rénovée entièrement entre 2004 et 2006